# 福岛学院大学短期大学部
福岛学院大学短期大学部（日语：／ Fukushima Gakuin Daigaku Tankidaigakubu *），简称福短，是一所位于日本福岛县福岛市的私立短期大学。前福岛学院短期大学（日语：／ Fukushima Gakuin Tankidaigaku *）。

## 概要

### 简介
- 源流成立于1941年[1][2]。短期大学为于1966年开办[2]、由学校法人福岛学院经营、为男女同校[3]从2000年[2]。「真诚之心是万事之本」「真诚之心」「是一切的一切」为建学精神 [4]。

### 历史
- 1966年 绿之丘女子短期大学成立并同时设置一个学科即保育科[2]。
- 1968年 改校名为福岛女子短期大学[2]。两个学科成立、以下列举。
  - 服饰美术科：改编为生活教养科于1989年、再次改编为生活设计学科于2000年。以后招生到于2002年、正式停办于2004年[5]。
  - 食物营养科
- 1971年 第二部成立于保育科。
- 1973年 保育专攻成立于专科、分离为两个课程、以下列举。
  - 第一部：停办于2001年
  - 第二部
- 1985年 秘书科成立（改编为情报商务传播学科于2000年、改名为情报商务科于2002年）。
- 2000年 改校名为福岛学院短期大学、开始招収男学生[2]。
- 2001年 福利心理科（但招生到于2002年、正式停办于2005年[5]）成立、福利专攻成立于专科。
- 2004年 改校名为福岛学院大学短期大学部。
- 2012年 两个专攻成立、以下列举。
  - 临床营养专攻
  - 情报商务专攻

### 宪章
- 请参看福岛学院大学短期大学部的标志 （日語） 2014年2月22日阅览。

## 学校环境
- 宫代校园：在福岛县福岛市宫代婴儿池1-1、有保育科第一部・第二部、食物荣养科、专科福利专攻[6]
- 福岛站前校园：在福岛县福岛市本町2-10、有情报商务科、专科保育专攻[7]

## 历任校长
- 菅野庆助：第一代短期大学校长[8]。
- 玉井宽：现在短期大学校长[9]

## 组织

### 学科
- 保育科
  - 第一部
  - 第二部
- 食物营养科
- 情报商务科

### 前学科
- 生活设计科[注 1][注 2]
- 福利心理科[注 1][注 3]

### 专科
- 保育专攻
  - 第一部[注 4]
  - 第二部
- 福利专攻
- 临床营养专攻
- 情报商务专攻

### 业余课程
- 没有

### 附属学校
- 前福岛学院短期大学附属幼儿园：成立于1974年、改名为于福岛学院大学附属幼儿园于2004年[2]